# Pop*Porn
Pop*Porn es el tercer disco de Libido, lanzado el 16 de diciembre de 2002. Este disco alcanzó doble disco de platino a solo 3 días de su lanzamiento. Debido a la gran acogida de este disco por cadenas nacionales e internacionales, a pesar del surgimiento de la piratería en Perú, la banda obtuvo su segundo premio en la segunda entrega de los MTV Video Music Awards Latinoamérica 2003 , esta vez como Mejor Artista Central categoría en la que compitió con artistas como La Ley y Juanes. Los sencillos de este disco alcanzaron primeros puestos en rankings a nivel nacional e internacionales en cadenas como MTV, Ritmoson Latino entre otras y sin obviar las 50 mil copias originales vendidas solo en Perú.

## Lista de canciones
| N.º | Título                    | Escritor(es) | Duración |  |
| 1.  | «Espermato»               | A. Jáuregui  | 2:47     |  |
| 2.  | «Estoy tan gris»          | J.Fischman   | 3:37     |  |
| 3.  | «Frágil»                  | M.Hidalgo    | 3:39     |  |
| 4.  | «No será lo mismo sin ti» | A. Jáuregui  | 3:36     |  |
| 5.  | «Invencible»              | J.Fischman   | 2:56     |  |
| 6.  | «Hambre»                  | A. Jáuregui  | 3:57     |  |
| 7.  | «El vampiro»              | A. Jáuregui  | 3:46     |  |
| 8.  | «Universo»                | A. Jáuregui  | 3:51     |  |
| 9.  | «Como estás»              | J.Fischman   | 4:31     |  |
| 10. | «Lunático»                | A. Jáuregui  | 2:29     |  |
| 11. | «Desafiante»              | J.Fischman   | 3:42     |  |
| 12. | «Esther Fe»               | M. Hidalgo   | 3:52     |  |
| 13. | «Sin rencor»              | J.Fischman   | 4:39     |  |

## Integrantes
- Salim Vera - Voz y guitarra rítmica
- Toño Jáuregui - Bajo y coros
- Manolo Hidalgo - Primera guitarra
- Jeffry Fischman - Batería, percusión, coros

## Créditos
- Producción y grabación - Duane Baron
- Grabación adicional y Pro-Tools - Leandro Kurfirst
- Grabado y mezclado en Estudios Panda
- Mezcla - Thom Russo
- Asistentes de grabación y mezcla - Leandro Kurfirst, Martín Russo, Mariano Bilinkis
- Masterización - Tom Baker @ Precision Mastering (Los Ángeles, CA)
- Músicos invitados - Diego Tuñon (Teclados, secuencias y programación), Hugo Lobo (Trompeta en canción 7), Inkeri Petrozzi (Chelo)

## Reedición de 2010
En la reedición y remasterización del disco que fue lanzado a fines de 2010 se encuentra como track número 8 el tema "Universo" , el cual se filtró en las radios limeñas en 2002 y ahora es incluida con lo cual hay 13 canciones en esta nueva edición del disco.